# Гальванічна пара
Гальванічна пара (англ. galvanic couple, voltaic couple), гальванопара — пара провідників, виготовлених з різних матеріалів (зазвичай, із різних металів) і з'єднаних один з одним з метою забезпечення електричного контакту. Названо на честь Луїджі Гальвані.
Гальвані випадково натрапив на явище, що отримало назву «дослід Гальвані», і не зміг правильно його пояснити, оскільки виходив з хибної гіпотези про існування якоїсь «тваринної» електрики. Результати досліджень він виклав у «Трактаті про сили електрики при м'язовому русі».
Гальванічну пару також досліджував Жан-Жак Зульцер (за іншими джерелами — німецький філософ Іоанн Георг Зульцер), який писав:
Якщо два шматки металу, один олов'яний, інший срібний, з'єднати так, щоб обидва краї їх були на одній площині, і якщо прикласти їх до язика, то останній відчуватиме деякий смак, досить схожий на смак залізного купоросу, тоді як кожен шматок металу окремо не дає й сліду цього смаку <…>
Оригінальний текст (рос.)
Если два куска металла, один оловянный, другой серебряный, соединить таким образом, чтобы оба края их были на одной плоскости, и если приложить их к языку, то в последнем будет ощущаться некоторый вкус, довольно похожий на вкус железного купороса, в то же время каждый кусок металла в отдельности не даёт и следа этого вкуса <…>

Досліди Зульцера повторив і розширив Алессандро Вольта.
Гальванічна пара, занурена в кислотний (або лужний) розчин, кородуватиме (руйнуватиметься під дією корозії). Цей процес називають гальванічною корозією. Як правило, з'єднання різних металів схильні до корозії (якщо не електролітичної, так атмосферної). Але деякі пари металів кородують значно сильніше. Нижче наведено список металів, які не рекомендується застосовувати в парі.
Неприпустимі гальванічні пари:
- пара:
  1. алюміній та всі сплави на його основі;
  2. мідь та її сплави, срібло, золото, платина, паладій, родій, олово, нікель, хром, нелегована сталь;
- пара:
  1. магнієво-алюмінієві сплави;
  2. сталь легована та нелегована, хром, нікель, мідь, свинець, олово, золото, срібло, платина, паладій, родій;
- пара:
  1. цинк та його сплави;
  2. мідь та її сплави, срібло, золото, платина, паладій, родій;
- пара:
  1. сталь нелегована, олово, свинець, кадмій;
  2. мідь, срібло, золото, платина, паладій, родій;
- пара:
  1. нікель, хром;
  2. срібло, золото, платина, паладій, родій;
- пара:
  1. титан та його сплави;
  2. алюміній та його сплави.

Необхідно уникати механічного з'єднання деталей, виготовлених із металів із помітно різними електрохімічними потенціалами. Наприклад, неприпустимо з'єднувати латунні деталі алюмінієвою заклепкою. Для вибору матеріалів у цих випадках можна керуватися таблицею електрохімічних потенціалів (чи так званим електрохімічним рядом напруг).